# Minden lében két kanál
A Minden lében két kanál (eredeti cím: „The Persuaders!”) angol krimivígjáték sorozat Roger Moore és Tony Curtis főszereplésével. Rajtuk kívül egyetlen állandó szereplő van (Fulton bíró), a többi epizódonként változik. A 24 részes sorozatot 1971-ben készítette az ITC Entertainment, bemutatója 1971. szeptember 17-én volt az Egyesült Királyságban. Könnyű műfaja és szerethető karakterei gyorsan népszerűvé tették.
Magyarországon először a Magyar Televízió - MTV-1 - mutatta be igen hamar, 1972. november 11-én, később pedig az Msat is műsorra tűzte. Roger Moore-t Láng József, Tony Curtist pedig Sztankay István szinkronizálta. A film humorának egyik forrása az ellentét Brett angol főúri kiejtése, illetve kimért, szertartásos viselkedése, valamint Daniel laza amerikai stílusa, közönséges bronxi akcentusa között. Ez utóbbit a magyar szinkron nem tudta visszaadni, de mivel minden egyéb szempontból kiválóan sikerült, hozzájárult a sorozat itthoni hatalmas sikeréhez.
A sorozat DVD változata 2004-ben, 8 lemezen jelent meg. Az egyes lemezek néhány hét különbséggel kerültek az üzletekbe. A sorozathoz szintén Sztankay és Láng közreműködésével készült egy újabb szinkron is, a DVD változatra ez került fel.

## Rövid történet
Két kultúra ütközik össze, amikor a nemesi származású angol lord, Brett Sinclair és egy amerikai szegénynegyedben nevelkedett, később milliomos amerikai Danny Wilde civakodva egyesítik erejüket, hogy megvédjék az ártatlanokat.

## Alaptörténet
A sorozat két állandó főszereplője Lord Brett Sinclair, akit Roger Moore, és Danny Wilde, akit Tony Curtis alakít. Sinclair és Wilde mindketten gazdag playboyok, akik partizással, csajozással, autózással, hajókázással, és más hasonló tevékenységgel múlatják, „pazarolják” az időt, holott mindketten értelmes, jó szándékú, kalandvágyó, talpraesett és - különösen Sinclair - művelt emberek, bár az életük sokáig különböző mederben folyt. Míg Sinclair angol arisztokratacsalád sarja, aki a vagyon mellé jó neveltetést, előkelő iskolákat is kapott, némi sportkarriert is elért, autóversenyző és hét nyelven beszél, addig Wilde amerikai, New Yorkból, Bronxból származik, ahol egyszerű utcagyerek volt, majd hosszú, fáradságos munkával tört fel a csúcsra és szerezte meg a vagyonát, amiből most kényelmes életet élhet.
Bizonyos Fulton bíró tisztában van a két férfi képességeivel és úgy gondolja, hogy a segítségére lehetnek. „Csapdát állít” nekik, majd a két ekkor még egymást nem kedvelő, ezért összeverekedő elkényelmesedett fickót börtönnel fenyegetve rákényszeríti, hogy tegyenek valami hasznosat is a lébecolás helyett vagy mellett: segítsenek neki különböző nagy formátumú, ezért a törvény alól kicsúszó, gyakran a felsőbb körökben is mozgó bűnözőket elkapni, ill. kompromittálni. Így indul el a két férfi közös kalandjainak sora, amelyek során hamar összekovácsolódnak, kiváló, de egymást gyakran froclizó barátok lesznek.
11 részben Fulton bíró ad nekik megbízásokat, a többiben „maguktól botlanak” különböző problémákba, bűnözőkbe, vagy segítségre szoruló emberekbe - elsősorban fiatal és csinos hölgyekbe. A két főhős a problémákra, helyzetekre különböző módon reagál, Sinclair többnyire higgadt angol úriemberként viselkedik, míg Wilde amerikai módra sokkal hevesebb, lezserebb, cinikusabb és csipkelődő is. Ez meglátszik az egymáshoz való viszonyukon is: Sinclair jellemzően mindig „Daniel”-nek szólítja Wilde-ot, nem „Danny”-nek, és úgy általában nincs jó véleménye Wilde laza szokásairól, míg Wilde Sinclairt arisztokrata származása miatt és az angolok nemességhez való viszonyát kigúnyolva gyakran „Felség”-nek szólítja, és gyakran más módon is élcelődik. Azonban mindkettőjüket a csinos lányok – legalábbis átmenetileg – könnyen el tudják csábítani.

## Szereplők

### Főszereplők
| Szereplő            | Színész           | Magyar hang      | Magyar hang     | Magyar hang     |
| Szereplő            | Színész           | MTV-1, 1972-1975 | MTV-1, 1984     | Msat, 1997      |
| ------------------- | ----------------- | ---------------- | --------------- | --------------- |
| Danny Wilde         | Tony Curtis       | Sztankay István  | Sztankay István | Sztankay István |
| Lord Brett Sinclair | Roger Moore       | Láng József      | Láng József     | Láng József     |
| Fulton bíró         | Laurence Naismith | Képessy József   | Képessy József  | Versényi László |

### További szereplők
| További magyar hangok | Megjegyzés |
| --- | --- |
| Benkő Gyula, Bodor Tibor, Császár Angela, Csíkós Sándor, Csurka László, Dallos Szilvia, Detre Annamária, Hámori Ildikó, Horesnyi László, Horváth Gyula, Kristóf Tibor, Miklósy György, Nagy Attila, Pethes Sándor, Rajz János, Sáfár Anikó, Szegedi Erika, Szabó Ottó, Szacsvay László, Szilvássy Annamária, Szokolay Ottó, Turgonyi Pál, Velenczey István, Venczel Vera, Szerencsi Éva, Zách János (Fulton bíró), Zentai Ferenc | A 70-es években az MTV a 24 epizódból csak 14 részt vetített le. Ezt a részt 14 epizódként vetítette. |
| Andai Györgyi, Antal Olga, Bács Ferenc, Balázs Péter, Balázsi Gyula, Balkay Géza, Balogh Emese, Balogh Erika, Bárány Frigyes, Bay Gyula, Bodor Tibor, Böröndi Tamás, Buss Gyula, Czigány Judit, Cs. Németh Lajos, Csere Ágnes, Csernák János, Csíkos Gábor, Csurka László, Dallos Szilvia, Dimulász Miklós, Dobránszky Zoltán, Farkas Zsuzsa, Fehér Anna, Fillár István, Fülöp Zsigmond, Görbe Nóra, Götz Anna, Gruber Hugó, Hadics László, Haraszin Tibor, Harkányi Endre, Harsányi Frigyes, Heller Tamás, Herczeg Csilla, Hetényi Pál, Horkai János, Horváth Gyula, Horváth Pál, Hűvösvölgyi Ildikó, Ivancsics Ilona, Izsóf Vilmos, Joó László, Juhász Jácint, Kalocsay Miklós, Kautzky József, Kenderesi Tibor, Koroknay Géza, Kovács Erika, Kovács István, Kovács Nóra, Kováts Adél, Kőhalmi Attila, Kránitz Lajos, Kristóf Tibor, Kun Vilmos, Magda Gabi, Makay Sándor, Málnai Zsuzsa, Markaly Gábor, Mayer Aranka, Menszátor Magdolna, Mihók Éva, Miklósy György, Nagy Gábor, Orosz István, Pálok Anikó, Pathó István, Perlaki István, Rajhona Ádám, Reviczky Gábor, Ruttkai Ottó, Sáfár Anikó, Sebestyén András, Simon György, Simon Mari, Simorjay Emese, Somogyvári Pál, Sunyovszky Szilvia, Surányi Imre, Szabó Ottó, Szatmári István, Szerednyey Béla, Szerencsi Éva, Szilvássy Annamária, Szokol Péter, Szokolay Ottó, Szolnoki Tibor, Tándor Lajos, Tímár Éva, Tolnai Miklós, Tóth Enikő, Trokán Péter, Tyll Attila, Ujréti László, Vajda László, Varga T. József, Verebes Károly, Zsíros Ágnes | A 80-as években az MTV a 24 epizódból csak 17 részt vetített le. (Valamiért a korábban sugárzott részeket is újraszinkronizálták, javarészt az eredeti szinkroncsapattal). Ezt a részt 17 epizódként vetítette. |
| Ábrahám Edit, Antal László, Antal Olga, Áron László, Bács Ferenc, Balázsi Gyula, Balogh Erika, Barát Attila, Barbinek Péter, Bardóczy Attila, Bencze Ilona, Besenczi Árpád, Bitskey Tibor, Botár Endre, Bozsó Péter, Buss Gyula, Cs. Németh Lajos, Csankó Zoltán, Csernák János, Csőre Gábor, Csuha Lajos, Csuja Imre, Csurka László, Dobránszky Zoltán, Dunai Tamás, Faragó József, Fazekas István, Fesztbaum Béla, Forgács Gábor, Frajt Edit, Fülöp Zsigmond, Galambos Péter, Götz Anna, Gruber Hugó, Gyimesi Pálma, Györgyi Anna, Háda János, Hámori Eszter, Helyey László, Horkai János, Igó Éva, Imre István, Izsóf Vilmos, Jakab Csaba, Juhász György, Juhász Judit, Kamarás Iván, Kárpáti Tibor, Kenderesi Tibor, Kiss Erika, Kocsis György, Kocsis Judit, Konrád Antal, Koroknay Géza, Kovács Nóra, Kökényessy Ági, Kőszegi Ákos, Kránitz Lajos, Kun Vilmos, Makay Andrea, Makay Sándor, Maros Gábor, Móni Ottó, Náray Erika, Németh Borbála, Németh Gábor, Oberfrank Pál, Orosz Anna, Orosz Helga, Orosz István, Ősi Ildikó, Papp János, Pathó István, Perlaki István, Piros Ildikó, Prókai Annamária, Pusztaszeri Kornél, Rátóti Zoltán, Rosta Sándor, Rudas István, Simorjay Emese, Sinkovits-Vitay András, Spilák Klára, Szabó Ottó, Szersén Gyula, Szilágyi Tibor, Szokolay Ottó, Szombathy Gyula, Tallós Rita, Tarján Péter, Tóth Auguszta, Tóth Enikő, Tóth Judit, Udvarias Anna, Ujlaki Dénes, Ujréti László, Ullmann Zsuzsa, Varga Klára, Varga T. József, Várkonyi András, Vass Gábor, Végh Péter, Végvári Tamás, Velenczey István, Virághalmy Judit, Vizy György, Wohlmuth István, Zakariás Éva | 1997-98-ban az Msat a teljes 24 részt levetítette, a korábban az MTV által sugárzott részekhez is új szinkron készült. Amikor a csatorna elkezdte sugározni, akkor kezdetben Szolnoki Tibor és Kautzky Armand voltak a főszereplők hangjai, de nézői felhaborodásra újra szinkronizálták Sztankay Istvánnal és Láng Józseffel. |

## Epizódok
| #   | Kód | Eredeti cím                      | Magyar cím                                                | Eredeti vetítés      | Magyar vetítés                                                                     | MTV        | MTV        |
| #   | Kód | Eredeti cím                      | Magyar cím                                                | Eredeti vetítés      | Magyar vetítés                                                                     | 70-es évek | 80-as évek |
| --- | --- | -------------------------------- | --------------------------------------------------------- | -------------------- | ---------------------------------------------------------------------------------- | ---------- | ---------- |
| 1.  | 1   | Overture                         | Nyitány                                                   | 1971. szeptember 17. | 1972. november 11. (MTV-1) 1984. december 31. (MTV-1) 1997 szeptember 1. (Msat)    | 1          | 1          |
| 2.  | 6   | The Gold Napoleon                | Az arany-Napóleon (MTV-1) A Napóleon arany (MTV-1/Msat)   | 1971. szeptember 24. | 1972. december 2. (MTV-1) 1985. december 22. (MTV-1) 1997. szeptember 5. (Msat)    | 2          | 8          |
| 3.  | 8   | Take Seven                       | Mindent vagy semmit? ( MTV-1) Hét millióért (Msat)        | 1971. október 1.     | 1973. március 17. (MTV-1) 1985. június 23. (MTV-1) 1997. szeptember 12. (Msat)     | 8          | 4          |
| 4.  | 11  | Greensleeves                     | Vidéki kastély (MTV-1) Cserelord (Msat)                   | 1971. október 8.     | 1972. december 10. (MTV-1) 1986. augusztus 8. (MTV-1) 1997. szeptember 19. (Msat)  | 3          | 13         |
| 5.  | 5   | Powerswitch                      | A táncosnő halála (MTV-1) Vezércsel (Msat)                | 1971. október 15.    | 1973. február 16. (MTV-1) 1985. szeptember 27. (MTV-1) 1997. szeptember 26. (Msat) | 7          | 7          |
| 6.  | 17  | The Time and the Place           | Akkor és ott (MTV-1) Történelmi pillanat (Msat)           | 1971. október 22.    | 1985. április 28. (MTV-1) 1997. október 3. (Msat)                                  | N/A        | 3          |
| 7.  | 9   | Someone Like Me                  | Éppen, mint én... (MTV-1) Tökéletes hasonmás (Msat)       | 1971. október 29.    | 1972. december 26. (MTV-1) 1997. október 10. (Msat)                                | 5          | N/A        |
| 8.  | 16  | Anyone Can Play                  | Játszani tudni kell                                       | 1971. november 5.    | 1997. október 17.                                                                  | N/A        | N/A        |
| 9.  | 7   | The Old, the New, and the Deadly | Halálhozó madár (MTV-1) A régi, az új és a halálos (Msat) | 1971. november 12.   | 1973. június 16. (MTV-1) 1986. február 2. (MTV-1) 1997. október 24. (Msat)         | 9          | 9          |
| 10. | 4   | Angie, Angie                     | Angie... Angie                                            | 1971. november 19.   | 1997. október 31.                                                                  | N/A        | N/A        |
| 11. | 10  | Chain of Events                  | Az események láncolata                                    | 1971. november 26.   | 1986. június 5. (MTV-1) 1997. november 7. (Msat)                                   | N/A        | 11         |
| 12. | 20  | That's Me Over There             | A más bőrében (MTV-1) Az ott én vagyok (Msat)             | 1971. december 3.    | 1974. október 23. (MTV-1) 1985. július 28. (MTV-1) 1997. november 14. (Msat)       | 11         | 6          |
| 13. | 18  | The Long Goodbye                 | Régi üzenet (MTV-1) Hosszú búcsú (Msat)                   | 1971. december 10.   | 1976. február 4. (MTV-1) 1986. szeptember 20. (MTV-1) 1997. november 21. (Msat)    | 14         | 15         |
| 14. | 24  | The Man in the Middle            | Középpontban                                              | 1971. december 17.   | 1997. november 28.                                                                 | N/A        | N/A        |
| 15. | 14  | Element of Risk                  | Kissé kockázatos (MTV-1) Rizikófaktor (Msat)              | 1971. december 24.   | 1973. augusztus 29. (MTV-1) 1986. november 1. (MTV-1) 1997. december 5. (Msat)     | 10         | 17         |
| 16. | 19  | A Home of One's Own              | Az én kis otthonom (MTV-1) Otthon, édes otthon (Msat)     | 1971. december 31.   | 1975. december 31. (MTV-1) 1986. augusztus 16. (MTV-1) 1997. december 26. (Msat)   | 13         | 14         |
| 17. | 3   | Five Miles to Midnight           | Éjfél előtt öt mérfölddel (MTV-1) Messze a határ (Msat)   | 1972. január 7.      | 1986. június 29. (MTV-1) 1998. január 3. (Msat)                                    | N/A        | 12         |
| 18. | 22  | Nuisance Value                   | Terhes vagyon (MTV-1) Leányszöktetés (Msat)               | 1972. január 14.     | 1986. május 10. (MTV-1) 1998. január 17. (Msat)                                    | N/A        | 10         |
| 19. | 13  | The Morning After                | Másnap reggel (MTV-1) Másnap (Msat)                       | 1972. január 21.     | 1975. december 9. (MTV-1) 1986. október 1. (MTV-1) 1998. január 24. (Msat)         | 12         | 16         |
| 20. | 21  | Read and Destroy                 | Elolvasás után megsemmisíteni                             | 1972. január 31.     | 1998. január 25.                                                                   | N/A        | N/A        |
| 21. | 23  | A Death in the Family            | Halál a családban (MTV-1) Haláleset a családban (Msat)    | 1972. február 4.     | 1973. január 20. (MTV-1) 1985. július 7. (MTV-1) 1998. február 7. (Msat)           | 6          | 5          |
| 22. | 12  | The Ozerov Inheritance           | Az Ozerov örökség                                         | 1972. február 11.    | 1998. február 8.                                                                   | N/A        | N/A        |
| 23. | 2   | To the Death, Baby               | A halálig, bébi                                           | 1972. február 18.    | 1972. december 16. (MTV-1) 1985. január 19. (MTV-1) 1998. február 14. (Msat)       | 4          | 2          |
| 24. | 15  | Someone Waiting                  | Valaki vár                                                | 1972. február 25.    | 1998. február 21.                                                                  | N/A        | N/A        |